# Agnello Brunelleschi
Agnolo Brunelleschi, o Agnello (... – XIII secolo), fu un personaggio storico fiorentino del XIII secolo del quale si hanno notizie storiche quasi nulle, ma che è protagonista di un corposo episodio dell'Inferno di Dante (Inf. XXV, 67 e seguenti) nella bolgia dei ladri. È uno dei cinque ladri fiorentini della settima bolgia, la cui vista farà pronunciare a Dante la celebre invettiva che inizia con "Godi Fiorenza!" (Inf. XXVI, v. 1).
Dante lo cita come Agnel e l'attenzione del poeta è tutta focalizzata sulla metamorfosi del dannato con un lucertolone (forse il Cianfa citato a inizio dell'episodio?), che lo affibbia con le sue zampe e i cui due corpi si fondono in uno solo, mostruoso; non viene dato nessun accenno a sue notizie biografiche o al perché si trovi nella bolgia dei ladri.
I primi commentatori lo identificarono con il personaggio della nobile famiglia dei Brunelleschi. Essi riportano come fosse stato ladro fin da piccolo, frugando nella borsa del padre e della madre, dedicandosi poi alle botteghe, dove si presentava spesso vestito da vecchio mendicante per ingannare circa il suo aspetto. Alcuni hanno voluto vedere in questa contraffazione dell'aspetto un'analogia con quello che gli accade all'Inferno, ma i dati in nostro possesso sono troppo esigui per poter avvalorare l'ipotesi in maniera definitiva.